# Port lotniczy Lambarene
Port lotniczy Lambarene (ICAO: FOGR, IATA: LBQ) – krajowy port lotniczy położony w Lambarene, w Gabonie.